# Разгоняєв Михайло Васильович
Разгоняєв Михайло Васильович (нар. 8 вересня 1952) — український політик.
Член Партії регіонів; радник голови Дніпропетровської облради; депутат Дніпропетровської облради (з 2010); перший заступник голови Дніпроп. обл. відд. Партії регіонів (з 04.2005).
Н. 08.09.1952 (с. Приречне, Верхнємамонський р-н. Воронезька обл., Росія); дружина Ніна Іванівна (1952) — домогосп.; дочка Тетяна Михайлівна (1976) — нач. Дніпроп. філії АКБ «укрсоцбанк».
Освіта: Дніпропетровський державний університет (1974—1980), інженер-механік, «Виробництво літальних апаратів».
09.2007 канд. в нар. деп. України від Партії регіонів, № 261 в списку. На час виборів: нар. деп. України, член ПР.
Народний депутат України 5 склик. 09.2006-11.2007 від Партії регіонів, № 198 в списку. На час виборів: помічник-консультант народного депутата України, член ПР. Член фракції Партії регіонів (з 09.2006), член Комітету з питань державного будівництва, регіональної політики та місцевого самоврядування (з 12.2006).
- 1974—1982 — слюсар, майстер, нач. виробничо-диспетчерського бюра, ВО «Південний машинобудівний завод».
- 1982—1991 — на парт. роботі.
- 1991—2001 — гол. технолог, директор СП, заст. ген. директора, ген. директор, ВО «Дніпропетровський приладобудівний завод».
- 2001—2005 — нач. упр. машинобудування та хімічної промисловості, нач. упр. промисловості, транспорту та зв'язку, заст. кер. апарату — нач. оргвідділу, Дніпроп. облдержадмін.
- 04.2005-2006 — пом.-консультант нар. деп. України.